# Ein Sonnenstrahl
Ein Sonnenstrahl (Renzo und Roberto Rossellini – Zwei Brüder auf dem Weg zum Unbekannten) ist ein deutsch-italienischer Filmessay von Georg Brintrup aus dem Jahr 1996.

## Handlung
Zwei Brüder gehen ihren Lebensweg gemeinsam. Der ältere, Roberto Rossellini, stellt die Wirklichkeit im Film neu dar (Italienischer Neorealismus). Der jüngere, Renzo Rossellini, kommentiert diese Film-Wirklichkeit musikalisch. Beide Brüder werden sich im reifen Alter der Unzulänglichkeit ihrer Kunst bewusst und ziehen aus dieser Erkenntnis ihre Schlüsse – jeder auf seine eigene Art.
Renzo wächst als der jüngere Bruder von Roberto auf: „Roberto hatte ein Spielzeug, und das war ich. Und ich hatte in ihm einen Kameraden und Despoten.“ Die beiden sind unzertrennlich, Roberto als Tyrann und Renzo als sein Opfer. Während Roberto sich zu einem charmanten, angriffslustigen und willensstarken jungen Mann entwickelt, bleibt Renzo ruhig, nachgiebig und leicht zufriedenzustellen.
Schon früh kommen die beiden Brüder durch ihren Großvater mit der Musik und mit dem Film im Rom der 1910er Jahre in Berührung. Jeden Sonntag besuchen sie zusammen mit ihm ein Kino, wo der Maestro Sallustio Abenteuerfilme musikalisch begleitet – und zwar nicht mit der üblichen Stummfilmmusik, sondern indem er Einflüsse Debussys oder rhythmische Kunstgriffe Stravinskys auf dem Klavier anklingen lässt. Sallustio wird Renzos erster Musiklehrer. Der Junge fängt an zu komponieren und veröffentlicht bereits mit siebzehn Jahren sein erstes Klavierstück bei dem bekannten italienischen Musikverleger Ricordi: „La fontana ammalata“ (Der kranke Brunnen). Auch die mit dem Vater der Brüder befreundeten Komponisten Ottorino Respighi und Pietro Mascagni beeinflussen Renzo Rossellinis musikalischen Stil.
Nach dem Tod des Vaters widmet sich Renzo der Komposition von Kammermusik und Symphonien und unterrichtet in staatlichen Konservatorien, während Roberto „aus Rache und ambitionierter Selbstliebe“ zum Film geht. Er hatte sich in eine junge, schon berühmte Filmschauspielerin verliebt, die allerdings einen erfolgreichen Film drehte und anschließend ihren Regisseur heiratete. Auch Renzo geht nun zum Film und ergreift den einträglichen Beruf eines Filmmusik-Komponisten.
Beide Brüder arbeiten in den ersten 1940er Jahren an einer Dokumentarfilm-Trilogie für die Filmabteilung der italienischen Marine. Während die amerikanische und europäische Filmmusik jener Jahre noch von der leidenschaftlichen Romantik des 19. Jahrhunderts beeinflusst ist, die rührselige Gefühle beim Publikum wecken soll, finden die beiden Brüder – Renzo in seiner Musik und Roberto in seinen Bildern – für Illusionen keinen Platz.
Schließlich gelingt ihnen 1943 mit dem Film Rom, offene Stadt der Durchbruch. Wie durch ein Wunder ist das italienische Kino aus den Ruinen des Krieges neu erstanden. Die beiden Brüder zeigen der Welt die ungeschminkte Tragödie des Krieges und das wahre Gesicht der Italiener. Roberto wird zum Erfinder des italienischen Neorealismus getauft. Beide Brüder aber zweifeln an dieser abstrakten Definition, weil sie die Freiheit ihres künstlerischen Ausdrucks eingrenzt, anstatt sie zu erweitern. „Um den Menschen neu zu entdecken, muß man demütig sein, man muß ihn so sehen wie er ist und nicht wie man ihn gerne sehen würde infolge vorbestimmter Ideologien.“
Die beiden Brüder setzen ihre Zusammenarbeit für viele weitere Filme fort. In gegenseitigem Einvernehmen versuchen sie, Bild und Musik auf die wirksamste Art und Weise zu verbinden. Dabei gibt es keinen Tyrannen und kein Opfer mehr. Oft entstehen die Filme nur einer einzigen Episode, einer entscheidenden Schlüsselszene, oder eines Geräusches wegen. In dem Film L’amore (1948) sind es zum Beispiel Blechbüchsen, die die Rossellinis veranlassen, Musik und Geräusch aufeinander abzustimmen. Von der Musik aus gesehen bedeutete das: Luft und Raum für das Geräusch lassen. Musik geht in Geräusche über, oder Geräusche lösen sich, als wären sie Dissonanzen, in Musik auf. Für die beiden Brüder ist es wichtig, dass ein authentisches Geräusch im Film immer stärker bewertet wird, als eine eventuelle musikalische Imitation dieses Geräusches. Wie auch eine Musik für wenig Instrumente oft der filmischen Sache angemessener ist als die Musik riesiger Orchester.
Hollywood befindet sich in einer Krise ohnegleichen. Die größte Filmschauspielerin der damaligen Zeit, Ingrid Bergman, liebt Rossellinis Arbeiten, kommt nach Italien, wird Teil der Rossellini-Familie und dreht Filme, die ohne die Hilfe von Studios, ganz allein von Roberto produziert werden und weltweiten Erfolg haben. Kein Wunder: Hollywood hat ein großes Interesse, den Ruf Robertos in den Schmutz zu ziehen.
Nach Jahren fruchtbarer Zusammenarbeit trennen Ingrid Bergman und Roberto sich. Renzo komponiert weiter Musik zu den Filmen seines Bruders, bis dieser ihn eines Tages zu sich ruft, wie immer in den schwerwiegenden Momenten ihres Lebens. Roberto hat sich entschieden, keine Kinofilme mehr zu machen. Wenn er sich nochmals hinter eine Filmkamera stellen würde, dann nicht, um kommerzielle Filme herzustellen, oder Kunst zu machen, sondern nur um selbst etwas zu lernen und die Menschen von ihrer Ignoranz zu befreien. Es sei wichtig zu informieren, zu unterrichten, aber nicht zu erziehen. Der Film habe seine Mission, die Kunst des 20. Jahrhunderts zu sein, nicht erfüllt.
Roberto dreht von nun an Dokumentar- und Fernsehfilme und Renzo komponiert Opern. Beide Brüder verstehen am Ende ihres Lebens, dass die Welt etwas ganz anderes ist, als für was sie sie hielten, und wofür jeder von ihnen aufgerufen war, seinen Beitrag zu leisten. Sie erkennen, dass ihnen diese Welt völlig unbekannt ist, denn sie ist außerhalb von ihnen entstanden, ohne ihr Wissen, während sie damit beschäftigt waren das aufzuarbeiten und zu erschaffen was sie für ihre Welt hielten.

## Hintergrund
Die Musiker-Biografie ist in der Form eines Essayfilms inszeniert und „rekonstruiert ein authentisches Bild des italienischen Neorealismus“. Der Rekonstruktion der Vita Renzo und Roberto Rossellinis liegen autobiografische Schriften beider Brüder zugrunde und Gespräche, die der Regisseur mit Renzo Rossellinis Ehefrau Anita führte.

## Filmmusik
Der Soundtrack enthält die Musik folgender Filme.
| Nr. | Film                      | Regie              | Jahr |
| --- | ------------------------- | ------------------ | ---- |
| 1.  | Il signor Max             | Mario Camerini     | 1937 |
| 2.  | Un pilota ritorna         | Roberto Rossellini | 1942 |
| 3.  | Rom, offene Stadt         | Roberto Rossellini | 1945 |
| 4.  | Paisà                     | Roberto Rossellini | 1946 |
| 5.  | Deutschland im Jahre Null | Roberto Rossellini | 1948 |
| 6.  | Amore                     | Roberto Rossellini | 1948 |
| 7.  | Stromboli                 | Roberto Rossellini | 1950 |
| 8.  | Europa ’51                | Roberto Rossellini | 1952 |
| 9.  | Reise in Italien          | Roberto Rossellini | 1953 |
| 10. | Angst                     | Roberto Rossellini | 1954 |
| 11. | Der furchtlose Rebell     | Roberto Rossellini | 1961 |

Weiter gibt es eine Auswahl aus den musikalischen Werken Renzo Rossellinis, die teilweise für den Film neu aufgenommen wurden. Das Stück „La fontana ammalata“ wird von den Giovani Musicisti Italiani unter der Leitung von Federico Romano Capalbi gespielt:
| Nr. | Musiktitel                | Übersetzung                  | Jahr |
| --- | ------------------------- | ---------------------------- | ---- |
| 1.  | Stati d’Animo             | Gefühlszustände              | 1952 |
| 2.  | Vangelo minimo            | Minimales Evangelium         | 1957 |
| 3.  | Roma cristiana            | Das christliche Rom          | 1940 |
| 4.  | La fontana malata         | Der kranke Brunnen           | 1925 |
| 5.  | Stampe della vecchia Roma | Siebdrucke aus dem alten Rom | 1937 |
| 6.  | Diagramma No. 1           | grafische Darstellung Nr. 1  | 1953 |
| 7.  | La Guerra                 | Der Krieg - lyrische Oper    | 1956 |

## Verbreitung
Ein Sonnenstrahl wurde am 5. Januar 1997 zum ersten Mal im WDR ausgestrahlt. Direkt anschließend lief er in der italienischen Originalfassung in der RAI. Es folgten Ausstrahlungen im HR und auf 3sat. Der französische Verleih Point du Jour International übernahm den Film und verkaufte ihn in einem Dutzend Länder von Kanada bis Australien. Im August 2002 lief der Film zusammen mit zwei anderen Musikfilmen von Georg Brintrup (Luna Rossa - Roter Mond über Neapel und Poemi Asolani) auf 3Sat. Die bisher letzte Ausstrahlung im deutschen Fernsehen war auf EinsFestival am 26. März 2006.